# Aliquippa
Aliquippa é uma cidade localizada no estado norte-americano de Pensilvânia, no Condado de Beaver.

## Demografia
Segundo o censo norte-americano de 2000, a sua população era de 11.734 habitantes. 
Em 2006, foi estimada uma população de 10.956, um decréscimo de 778 (-6.6%).

## Geografia
De acordo com o United States Census Bureau tem uma área de 
11,6 km², dos quais 10,6 km² cobertos por terra e 1,0 km² cobertos por água. Aliquippa localiza-se a aproximadamente 351 m acima do nível do mar.

## Localidades na vizinhança
O diagrama seguinte representa as localidades num raio de 8 km ao redor de Aliquippa. 